# Конфлікт на Китайсько-Східній залізниці

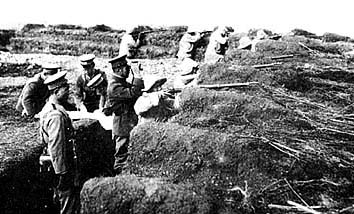
Китайські війська в окопах, КСЗ, 1929 рік

Конфлікт на Китайсько-Східній залізниці (спрощ.: 中东路事件, рос. Конфликт на Китайско-Восточной железной дороге) — прикордонний збройний конфлікт між СРСР та китайським мілітаристом Чжан Сюелян за контроль над Китайсько-Східною залізницею (КСЗ).

## Передмова
25 липня 1919 помічник комісара закордонних справ Радянського уряду Карахан Лев Михайлович,  телеграфував китайському уряду обіцяючи, серед іншого, передати КСЗ під китайську оруду безкоштовно  26 серпня 1919 року Радянська преса опублікувала Караханський маніфест, але в документі не було нічого про передачу КСЗ Республіці Китай без компенсації — тим самим СРСР заклав передумови конфлікту з Китаєм
Проте телеграма 25 липня була використана для задоволення дипломатичних вимог китайського уряду, а маніфест 26 серпня — з пропагандистськими цілями всередині Радянського Союзу.
З 1924 року дипломати СРСР розпочали робити певні кроки, щоб взяти КСЗ під оруду Москви.
Перший значний крок у збільшенні напруги між країнами починається з таємного протоколу від 14 березня 1924 року та таємної угоди від 20 вересня 1924 року. Таємний протокол від 14 березня 1924 року проголошував про ануляцію всіх конвенцій, договорів, протоколів, контрактів та будь-яких інших документів між СРСР та Республікою Китай, до проведення конференції. Таким чином, всі взаємовідносини між двома країнами залежали від майбутньої конференції. Це, у свою чергу, дало СРСР час звернутися до мілітариста Чжан Сюеляна, він контролював уряд у Мукдені (сьогоденний Шеньян). СРСР першими запропонували кондомініум Республіці Китай, проте єдиним реальним представником Китаю у Маньчжурії був Чжан Сюелян, тому СРСР вирішили укласти угоду з Чжаном.

## Сили сторін
Мукденська армія під командуванням Чжан Сюеляна налічувала 300 000 осіб, крім того, в прикордонному районі перебували до 70 тис. білогвардійців і 11 кораблів Сунгарійської річкової флотилії. Основні війська були зосереджені в такий спосіб:
- На Забайкальському напрямку (в районі станція Маньчжурія — Хайлар — Цицикар) — 54 тис. осіб, 107 кулеметів, 70 гармат, 100 бомбометів, 2 бронепоїзди, 3 літаки [5].
- На Благовєщенському напрямку — до 5 тис. осіб [5]
- На Сунгарійському напрямку — понад 5,5 тис. осіб, 26 кулеметів, 20 гармат та 16 бомбометів[5]
- На Приморському напрямку — 63 тис. осіб, 200 кулеметів, 120 гармат та 110 бомбометів [5]

Радянські війська налічували лише 16 481 осіб та 9 танків, проте були краще озброєні та підготовлені.

## Бойові дії

### Сунгарійська наступальна операція
12 жовтня розпочалася Сунгарійська наступальна операція. Під Лахасусу вогнем артилерії Далекосхідної військової флотилії (командувач - Яків Озолін) були знищені китайські берегові батареї, а радянська авіація завдала удару по кораблях Сунгарійської річкової флотилії. В результаті авіанальоту, 5 з 11 китайських кораблів були знищені, а інші відступили вгору за течією. Після цього з кораблів Далекосхідної військової флотилії був висаджений десант. За підтримки артилерії, червоноармійці 2-ї стрілецької дивізії оволоділи містом, а потім повернулися на радянську територію.

### Фугдинська операція
30 жовтня — 3 листопада за 60 км вище за течією Сунгарі проведено другий етап Сунгарійської операції — Фугдинська операція.
30 жовтня 1929 року в гирло річки Сунгарі увійшли 8 кораблів Далекосхідної військової флотилії з десантом, які знищили кораблі китайської Сунгарійської флотилії, що знаходилися тут, потім два полки 2-ї стрілецької дивізії зайняли місто Фуцзінь (Фугдин), який утримували до 2 листопада 1929 року, а потім повернулися на радянську територію.

### Маньчжурсько-Чжалаїнорська операція
Радянський наступ було направлено на два укріплених регіони з центрами в містах Маньчжурія і Чжалаїнор. У цих районах китайці прорили багато кілометрів протитанкових ровів і побудували укріплення.
Наступ в ході Мішаньфуської операції розпочався в ніч на 17 листопада. Мороз стояв біля -20 ° C. Щоб забезпечити ефект раптовості, було вжито всіх заходів до належного маскування. Оперативна група під командуванням Д. С. Фролова перейшла державний кордон, подолала вал Чингісхана і, пройшовши непоміченою понад 30 км, захопила рудник Бєляєв за 8 км на південь від міста Маньчжурія, а потім перекрила дороги і зайняла панівні висоти південніше і на захід від міста; одночасно з півночі до міста підійшла група Стрельцова. Кільце оточення замкнули підійшовший зі сходу 106-й стрілецький полк і Бурятський кавалерійський дивізіон. Слідом за цим шість радянських літаків завдали удару по військових об'єктах у місті (були розбиті казарми і виведена з ладу радіостанція), а три літаки скинули бомби на фортецю Любенсянь, викликавши тут пожежі. Скориставшись розгубленістю противника, одна з стрілецьких рот групи Стрельцова під прикриттям вогню артилерії і кулеметів увірвалася в китайські окопи на північній околиці міста.
Оскільки радянська кавалерія перерізала залізницю у Чжалайнор, китайські війська не могли ні відступити по ній, ні отримати підкріплення.
В ніч з 17 на 18 листопада 1929 противник зробив спробу прориву з міста на південь, в результаті Бурятський кавалерійський дивізіон залишив висоту 444.88 і відступив до роз'їзду Абагайтуй. З метою виправити становище, командир 21-ї стрілецької дивізії П. І. Ашахманов на 4 вантажівках спішно перекинув в район Бєляєв підкріплення які прибули з Чити: одну роту 61-го Осинського стрілецького полку і команду піших розвідників, які контратакували і відкинули супротивника.
18 листопада, перейшовши замерзлу річку Аргунь, наступ на Чжалайнор розпочала 5-та Кубанська кавалерійська бригада (командир - К. К. Рокоссовський), яка спільно з підрозділами 36-ї Забайкальської стрілецької дивізії запобігла другій спробі прориву гарнізону з оточення.
В цей же день, бійці 35-ї та 36-ї стрілецьких дивізій РСЧА за підтримки танків МС-1 зуміли зломити опір супротивника перш ніж помічені з повітря підкріплення встигли підійти. Місто Чжалайнор було захоплено, попри інженерні укріплення і запеклий опір китайських військ.
19 листопада Червона армія повернула на Маньчжоулі; китайські укріплення південніше і на південний захід від Чжалайнор були взяті через півтори години.
Вранці 20 листопада сили С. С. Вострецова оточили Маньчжоулі та пред'явили китайській владі ультиматум. В цей же день місто було захоплено.
У боях за Чжалайнор і Маньчжоулі РСЧА втратила 123 військовослужбовців убитими і 605 пораненими. Китайські війська зазнали значних втрат — близько 1500 вбитими та понад 8000 полоненими, були розгромлені 15-а та 17-а змішані бригади, трофеями радянської армії стали артилерійські гармати, два бронепоїзди, велика кількість військового майна, разом зі штабом в полон здалися командувач Північно–Західним фронтом генерал Лян Чжу-цзян і близько 250 офіцерів Мукденської армії.